# Christina Ouzounidis
Lena Christina Ouzounidis, född 23 november 1969 i Oskarshamn, är en svensk dramatiker och regissör. Hon är medlem i konstnärskollektivet Teatr Weimar i Malmö.

## Biografi
Christina Ouzounidis debuterade år 2000 med enaktaren Ljummen sallad på Dramalabbets dramafestival på Kulturhuset i Stockholm. 2004 spelade Malmö stadsteater ungdomspjäsen Lyckad landning, hennes slutproduktion från dramautbildningen på Teaterhögskolan i Malmö. Under 2010-talet har hon etablerat sig som en av Sveriges mest nyskapande dramatiker. Hennes dramatik karakteriseras som postdramatisk teater.
2010 spelades Lagarna  på Teater Galeasen i Stockholm i regi av Olof Hanson och 2012 återkom hon med  Agamemnons förbannelse i regi av Jens Ohlin. Stockholms stadsteater har tagit upp två av hennes pjäser, 2010 hade Vit, fri, rik med Ann Petrén i den enda rollen premiär, och 2014 spelades Fåglar, båda i regi av Christina Ouzounidis själv.
2012 var Christina Ouzounidis aktuell med dramat Tid för Ekot på Radioteatern och som regissör för operan Karolinas sömn på Kungliga Operan i Stockholm. 2012 fick hon även motta Det svenska Ibsensällskapets Ibsenpris.
I pjäserna undersöker hon språket som maktmedel. I många av sina pjäser vrider och vänder Ouzounidis på teman från de klassiskt grekiska myterna. Hennes pjäser har karaktären av språkspel med upprepningar och pauseringar. Påståenden löses upp och finfördelas till nya påståenden. Begrepp och föreställningar om moral och existentiella dilemman smulas sönder och sätts ihop igen i nya mönster.

## Uppsättningar
- 2000 Ljummen sallad, Dramalabbet, regi Annika Bergström
- 2004 Lyckad landning, Malmö stadsteater, regi Eva Wendt Robles
- 2005 Verbet tala, Teatr Weimar, regi Christina Ouzounidis
- 2005 Persefone, Teatr Weimar, regi Christina Ouzounidis
- 2005 Den akratiska cirkeln, Teatr Weimar, regi Christina Ouzounidis
- 2006 Kassandra, Teatr Weimar, regi Christina Ouzounidis
- 2006 Minnet av det förlorade äter mig inte inifrån, Teatr Weimar, regi Christina Ouzounidis
- 2006 Ofelia, Офелия (tillsammans med Stanislav Lvovskij), Dansstationen & Wampeter Dance Company, regi Sasha Pepelyaev, koreografi Martin Forsberg & Daria Buzovkina
- 2007 Håll dig på din cunt, Teatr Weimar, regi Christina Ouzounidis
- 2007 Tankefrihetens antidemokratiska potential, Pusterviksteatern, regi Christina Ouzounidis
- 2007 Ordet - kött, Teatr Weimar, regi Christina Ouzounidis
- 2008 Heterofil, Teatr Weimar, regi Christina Ouzounidis
- 2009 Naturen, vanorna, tiden, moralen, Teatr Weimar, regi Christina Ouzounidis
- 2009 Förbannelser, Malmö stadsteater, regi Fredrik Gunnarson
- 2010 De måste dö, Teatr Weimar, regi Fredrik Haller
- 2010 Lagarna, Teater Galeasen, regi Olof Hanson
- 2010 Vit, rik, fri, Stockholms stadsteater, regi Christina Ouzounidis
- 2012 Tid för ekot Radioteatern, regi Christina Ouzounidis
- 2012 Historien lyder, Ars Nova & Teatr Weimar, musik Kim Hedås
- 2012 Agamemnons förbannelse, Teater Galeasen, regi Jens Ohlin
- 2014 Fåglar, Stockholms stadsteater, regi Christina Ouzounidis
- 2015 Spår (av Antigone), Göteborgs stadsteater, regi Pontus Stenshäll
- 2015 Budbärare, Radioteatern, regi Mårten Andersson
- 2016 Flyktdjur, Teater Galeasen, regi Natalie Ringler

## Utgivningar
- 2006 Kassandra, ISBN 91-976068-2-0
- 2006 Persefone, ISBN 91-976068-0-4
- 2013 Vit, rik, fri : monolog, ingår i Lögner, ISBN 9789174992823 (tillgänglig via Google Böcker)
- 2013 Lagarna, ingår i Lögner, ISBN 9789174992823 (tillgänglig via Google Böcker)
- 2013 Ordet - kött, ingår i Lögner, ISBN 9789174992823 (tillgänglig via Google Böcker)
- 2013 Heterofil, ingår i Lögner, ISBN 9789174992823 (tillgänglig via Google Böcker)
- 2013 Naturen, vanorna, tiden, moralen, ingår i Lögner, ISBN 9789174992823 (tillgänglig via Google Böcker)
- 2013 Tid för ekot, ingår i Lögner, ISBN 9789174992823 (tillgänglig via Google Böcker)
- 2013 Town bloody hall - andra akten, ingår i Lögner, ISBN 9789174992823 (tillgänglig via Google Böcker)
- 2014 Spår av Antigone, ISBN 9789174995640
- 2014 Fåglarna
- 2016 Tvivel – replikernas poetik

## Priser och utmärkelser
- 2006 - Kvällspostens Thaliapris (tillsammans med Jörgen Dahlqvist och Fredrik Haller)
- 2009 – Henning Mankell-stipendiet
- 2010 – Alfhildpriset
- 2010 – Expressens teaterpris
- 2012 – Det svenska Ibsensällskapets Ibsenpris